# مملكة بني غانية
مملكة بني غانية أو (الدولة المرابطية الثانية) هي مملكة أسسها علي بن غانية في طرابلس سنة بعد اتفق مع قراقش على المظاهرة على الموحدين فتمال ابن غانية كافه بنو سليم وماجاورهم من حدودهم في برقة وبايعوه في ولايته واجمتع إليه من كان منحرفا عن طاعة الموحدين من قبائل بنو هلال مثل :جشم ورياح والاثبج فصار علي بن غانية سلطان قومه وجدد الدعوة العباسية وحكم اغلب بلاد الجريد واغلب الشرق الأوسط والأدنى وبرقة والصحراء الكبرى   

## حملات يحى بن غانية
نزل به النكال وعاقبه بالسجن. فدبر ابن عبد الكريم الثورة وداخل فيها بطانته، وتفقض على يونس ستة خمس وتسعين وخمسائمة واعتقله إلى أن فداه أخوه أبو سعيد بخمسائمة دينار من الذهب المعتق، واستبدل ابن عبد الكريم بالمهدي ودعا لنفسه، وبلغت المتوكل على الله. ثم وصل السيد أبو زيد بن أبي حفص عمر بن عبد المؤمن وإليها على أفريقية، فنزل به ابن عبد الكريم ببرنس ستة ست وتسعين وخمسائة واضطره إلى معسكر عجل الوادي وبزراويله جيوش الموحدين فانهزم منهم وطلع حصارهم، ثم سألوا الإفراج عنهم فأجيبت لهم، وادخل ندم إلى حصار يحيى بن غانية بنا نازله مدة. ثم ارتحل إلى قفصة وخرج ابن غانية في اتباعه فانهزم ابن عبد الكريم أمامه ولحق بالمهديـة، وحاصر ابن غانية بها ستة سبع وتسعين وخمسائة وأمده السيد أبو زيد يقطين من الحمراء حتى نزل ابن عبد الكريم التزول على حكم وخرج إليه فقبض عليه ابن غانية وملك أو اعتقله، واستولى على المهدية واستصفاها إلى ما كان ينقـص من طرابلس وقابس وصفاقس والجريد. ثم نهض إلى الجانب الغربي من أفريقية فنزل باجة، ونصب عليها الحاجب وافتتحها عنوة وخرجاً. وقتل عاملها عمر بن غالب، ولقى شريداً بالأسر وشقياً رمية وتركها خالية على عروتها، وبعد مدة تراجع إليها ساكنوا ابن السيد أبي زيد، وفرح إليها ابن غانية زانياً وزحف إليه السيد أبو الحسن أخو السيد أبي زيد فتلقية بقسطينية، وانهزم الموحدون واستولوا على معسكرهم.
ثم نهض إلى بسبكرة واستولى عليها وقطع أيدي أهلها، وتنقص على حافظتها أبي الحسن بن أبي بعل، وعقده منها بالسبة، والفريقون ودابه أهل بينة، ورجع إلى المهدية وقد استصلح ملكه، فانهزم على حصار تونس وادخل إليها ستة ست وتسعين وخمسائة، واستعمل على المهدية علي بن الناصري وسرب بالكاف بن عبد الله بن الوادي. ثم ظاهرهم، عسكرهم وردوا خندقها ونصبوا الجاجين والآلات، واقتحموا أربعة أشهر من حصارها في ختام المائة السادسة. ورفض على السيد أبي زيد وابنه ومن كان معه من الموحدين، وأخذ أهل تونس ورد سبعين خمسائة ألف دينار 
ثم نزع قراقش إلى طاعة الموحدين سنة ست وثمانين فهاجر إليهم بتونس، وتقبله السيد أبو زيد بن أبي حفص بن عبد المؤمن وأقام معه أياماً. ثم فر ووصل إلى قابس فدخلها مخادعة، وقتل جماعة منهم، واستند على أشياخ ذباب والكعوب من بني سُليم فقتل سبعين منهم بقصر العروسين؛ كان منهم محمود بن طوق أبو المحاميد، وحميد بن جارية أبو الجواري. ونهض إلى طرابلس فافتتحها ورجع إلى بلاد الجريد فاستولى على أكثرها، ثم فسد ما بينه وبين يحيى بن غانية. وسار إليه يحيى فانتهز قراقش ولحق بالجبال وتوغّل فيها، ثم فر إلى الصحراء، ونزل ودان ولم يزل بها إلى أن حاصره ابن غانية من بعد ذلك بمدة، وجمع عليه أهل الثأر من ذباب، واقتحمها عليه عَنوة وقتله ولحق ابنه بالموحدين. ولم يزل بالحضرة إلى أيام المستنصر. ثم فر إلى ودان وأجلب في الفتنة فبُعث إليه ملك كَام من قتله لسنة ست وخمسين وخمسمائة.
رجع الخبر: واستولى ابن غانية على الجريد، واستنزل ياقوت فولى قراقش من طرده. كذا ذكره التجاني في رحلته. ولحق ياقوت بطرابلس، ونازله ابن غانية بها، وطلب أمر حصاره، وبلغ يحيى عن أسطول ميبورقة.
ثم نهض إلى المغرب في مجموعة من العرب والملثمين، فأتتى إلى سِجِلْماسة، وامتلات أبوى أتباعه من النهب، وخرّبوا الأرض بالعبث والفساد، وانتهى إلى المغرب الأوسط وادخله المفسدون من زناته، واغاروا به، فصاحب تلمسان السيد أبا عمر بن يوسف بن عبد المؤمن، فلما باهرته هاجرت فوهه إلى ابن غانية، فقتله وأسر وفاده، وذكر راجعاً إلى أفريقية، فاغترصه الشيخ أبو محمد صاحب أفريقية في جموع الموحدين، واستنقذ الغنائم من أيديهم، وولى ابن غانية إلى جبال طرابلس، وهاجر أخوه سيرين السحني إلى مراكش، فقبله الناصر وأكرمه. ثم اجتمع إلى ابن غانية طوائف العرب من رياح وعوف وهيب، ومن معهم من قبائل البربر، وعزم على دخول أفريقية، فبض إليهم الشيخ أبو محمد سنة ست وسبعين، ولقيهم بجبل نفوسة، فنقل عسكرهم واستلحم أمرهم، ورغم ما كان معهم من الظهر والكراع والأسلحة، وقتل يومئذ محمد بن الغازي وجوار بن بَزْر، وقتل معه ابن عمه من كتاب ابن أبي الشيخ، إلى عساكر بن سلطان، وهلك يومئذ من العرب الهلايين أمير قرة مساند بن نُخَيل.
حكى ابن نخَيل أن مقام الموحدين يومئذ من عساكر الملثمين كانت ثمانية عشر ألفاً من الظهر، فكان ذلك ما أومن من مثله، ووَلى عن باسة، وثارت قبائل نفوسة بكتابه إلى عنصوص وقتلوا ولده، وكان ابن غانية يبعث عليهم المعجم، وسار أبو محمد في نواحي أفريقية، ودفع سليم واستثار أشياخهم بأهلهم، وأسكنهم بيوس حسماً لفسادهم، وصلحت أحوال أفريقية إلى أن هلك الشيخ أبو محمد ستة ثمان عشرة وسبعانه، ووليَ بعده السيد أبو العلاء إدريس بن يونس بن عبد المؤمن، وقيل بل وليها قبل هلك الشيخ أبي محمد، فاستنطار بعد مهلك سور بن عيابة، ولحق فنابه بعينه، ونضى إليه السيد أبو العلاء ونزل قصر قابس، وأقام الموحدين، وسرح ولده السيد أبا يحيى إلى عسكر من الموحدين إلى درج وغدامس، وسرح عسكراً آخر إلى ودان لحصار ابن غانية، فأرْجَف بهم العرب ونفَضوا وهم بهم السيد أبو قرة مساند بن نخيل

## حملات علي بن غانية
وظاهر ابن غانية على حصار قابس فافتتحها قراقش من يد سعيد بن أبي الحسن، وولى عليها مولاها، وجعل لها دخائر، فأتصل بها إلى أن وصل تفّسة فخلصت طاعة ابن غانية، فظاهر قراقش عليها فافتتحها عودة، ثم رحل إلى توزر وقراقش في مظاهرته فافتتحها أيضًا. 
فتح قفصة
"ولما دخل فصل الشتاء أهلك البرد اثنى عشر ألفاً منهم. وفي سنة 582 هـ / 1186 م سار علي بن غانية إلى قفصة، فحصرها عليها، فاضطر أهلها لفتحها أمامها من جنود الموحدين وسلموها إليه، فقدم ما بيده من لمتونين والعز وحصنها بالرجال.

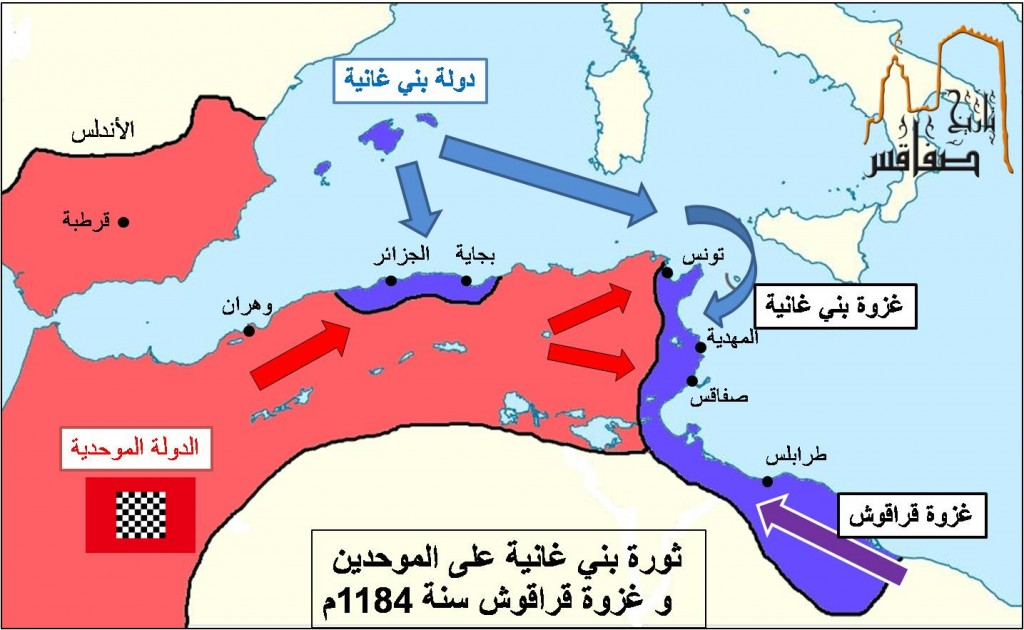
حملات علي بن غانية

وهكذا بسط علي بن غانية سلطانه على سائر أفريقية ولم يبق بيد الموحدين منها سوى المهدية وتونس، وأطلق علي بن غانية العنان لخلفائه فطغوا فسادًا وأطلقوا أيديهم بالسلب والنهب، وهتك الأعراض، وهدم الحصون وقطع الأشجار
انتصارات علي بن غانية في المغرب الأوسط 
```
وكان والي القلعة قاصداً ماركس، وهو يستعرض خبر أية لم يخرج بإجابة أبا الربيع ، وزحف إليها علي بن غانية فهزمها واستولى على أموالها. وأسرى ولحق بتلمسان نزولا بها علي السيد أبي الحسن بن أبي خصص من عبد المؤمن ، وأخذ من غصين تلمسان روم أسراها، وأقامها عند السيد ويروان الكره من صاحب تلمسان. وعات علي بن محند بن غانية في الأموال ورفعها في ذويان العرب ومن إنصاف إليهم، 
```

فتح الجزائر ومازونة.و مليانة  
ورفعها في ذويان العرب ومن إنصاف إليهم، ورحل إلى الجزائر فافتتحها، وولى عليها يحيى بن أبي طلحة. ثم افتتح مازونة وأتى إلى مليانة فافتتحها ، وولى عليا بادرين باشرة.

## خيانه قراقش ومقتله على يد يحيى بن غانية في ودان
ثم نزع قراقش إلى طاعة الموحدين سنة ست وثمانين فهاجر إليهم بتونس، وتقـبـلـه السيد أبو زيد بن أبي حفص بن عبد المؤمن وأقام معه أياماً. ثم فر ووصل إلى قابس فدخلها مخادعة، وقتل جماعة منهم، واستند على أشيـاخ ذباب والكعـوب من بني سليم فقتل سبعين منهم بقصر العروسين؛ كان منهم محمود بن طوق أبو المحاميد، وحميد بن جارية أبو الجـواري. ونهض إلى طرابلس فافتتحها ورجع إلى بلاد الجريد فاستولى على أكثرهـا، ثم فسد ما بينه وبين يحيى بن غانية. وسار إليه يحيى فانتهز قراقش ولحق بالجـبال وتوغـل فيها، ثم فر إلى الصحراء، ونزل ودان ولم يزل بها إلى أن حاصره ابن غانية من بعد ذلك بمدة، وجمع عليه أهل الثأر من ذبــاب، واقتحمها عليه عنوة وقتله ولحق ابنه بالموحدين. ولم يزل بالحضرة إلى أيام المستنصر. ثم فر إلى و دان وأجلب في الفتنة فبعث إليه ملك كـام من قتله لسنة ست وخمسين وخمسمائة.

## ثورة ابن عبد الكريم
بعد أن تخلص ابن غانية من قرقوش ظهر وكأن أفريقية خلصت له أخيرا لكن ظهور شخصية ابن عبد الكريم أثبت العكس.و يعود اصل ابن عبد الكريم إلى قبيلة كومية أمازيغية -أي نفس القبيلة التي ينتمي إليها الخلفاء الموحدين- وقد ظهر امره في محاربة الأعراب الذين يحترفون قطع الطريق والإغارة على الآمنين فملك بهذا العمل قلوب الناس وأصبحوا يدعون له في المساجد واطلق الولاة يده في الغنائم يأخذ منها ما يشاء. وحدث ان حاول والي المهدية أبا سعيد التدخل في تقسيم الغنائم واهان ابن عبد الكريم لما تبرم من ذلك فغضب ابن عبد الكريم وصمم على الانتقام لكرامته المهدورة، وجمع أصحابه الذي كان يغزو بهم الاعراب ودخل المهدية وقت الفجر فداهم قصر أب سعيد واعتقله في شعبان 595هـ/1199م واعلن لنفسه ملك جديدا على المهدية ونواحيها وتلقب بالمتوكل بالله.وبلغت هذه الأنباء الخليفة الموحدي الجديد الناصر في مراكش فعزل والي المهدية وأفريقية وارسل آخرين مكانهما، لكن ابن عبد الكريم ترصد لهما وقت نزولهما من البحر وهاجمهما وقتل العديد من الجند القادم معهما.
وبالطبع كان لا بد ان يتخلص ابن غانية أو ابن عبد الكريم أحدهما من الآخر فالاثنين طامعين في ملك أفريقية ووجود كل واحد خطر على الآخر، وهكذا جمع ابن عبد الكريم جيشه على عجل وسار للقاء الميورقي في قابس (يسمى بنو غانية أحياننا بالميارقة نسبة لجزيرة ميورقة)لكن ابن غانية كان قد استعد له وتحصن جيدا في قابس فلما وصل ابن عبد الكريم إلى قابس ذهل من مناعاتها ويأس من إمكانية دخولها، فسار إلى قفصة واستولى عليها، فاستغل ابن غانية الفرصة وخرج من حصن وسار إلى ابن عبد الكريم في مكان يسمى قصور لالة، فكانت الدائرة على ابن عبد الكريم وانهزم هزيمة شنيعة ففر إلى المهدية وتحصن بها سنة 597هـ/1200م.
وكانت المهدية مدينة ساحلية حصينة فاستعصى على ابن غانية اجبار ابن عبد الكريم على الاستسلام لان ابن عبد الكريم كان يتمون من البحر، وهنا لجأ ابن غانية إلى الحيلة فأرسل إلى ملك الموحدين يعرض عليهم السلم والمصالحة وان يعينوه بسفينيتن يطبقون بها الحصار على ابن عبد الكريم من جهة البحر، فاستجاب له الموحدون لحقدهم الكبير ابن عبد الكريم (تابعهم الذي تمرد عليهم) واطبقوا الحصار على ابن عبد الكريم من البحر وهنا ظهر مكر ابن غانية إذا انه ارسل إلى ابن عبد الكريم يعرض عليه الامان إذا استسلم له وسلم مفاتيح مدينة المهدية فقبل ابن عبد الكريم فلم يكن لديه خيار آخر خيار لديه فقبض ابن غانية ووضعهما مع ابنه في سجنين متفرقين.
وبعد أيام اخرج ابن عبد كريم ميتا ولا اثر لقتل فيه، في سم دسه له ابن غانية على ما يبدوا، اما ابنه فقد تظاهر ابن غانية بنفيه إلى جزيرتهم ميورقة ولكنه ما ان وصلوا إلى القل (قرب قسنطينة في الشرق الجزائري) حتى رموه في البحر مقيدا فكان هذا آخر العهد بثورة ابن عبد الكريم.

## التاريخ
. تأسيس الدولة. 
ولما وصل علي بن غانية إلى طرابلس ولقي قراقش اتفقا على المظاهرة على الموحدين واستمال ابن غانية كافة بني سُكّم من العرب وما جاورهم من علالمة ببرقة، وتظاهروه في ولايتهم، واجتمع إليه من كان عارفاً من طاعة الموحدين من قبائل هلال مثل: جشم ورياح والأثبج، وخالفتهم رغبة إلى الموحدين، فاحتقروا، بطاعهم سائر أيامهم. ولقي ابن غانية فل قراقش من لمطة وموينة من أطراف البلاد، فانعقد أمره وتردد بذلك القطر سلطان مؤيد. وجدد رسوم الملك، وأخذ الآلة، وافتتح كثيراً من بلاد الجريد، وأقام فيها الدعوة المتاسبة. ثم بعث ولده وكتابة عبد المؤمن من فرسان الأندلس إلى الخليفة الناصر بن المستنصر، ببغداد جداً كما سلف لقومه من المرابطين بالحرص من البيعة والطاعة. وطلب المدد والإعانة: ففقد له كما كان لقومه، وكتب الكتاب من ديوان الخليفة إلى ملك مصر والشام النائب عن الخليفة بها صلاح الدين يوسف بن أيوب، فنجا إلى مصر نكتب إلى صلاح الدين إلى قراقش واتصل أمرها في إقامة الدعوة المتاسبة.
وظاهر ابن غانية على حصار ياس فافتتحها قراقش من يدي سعيد بن أبي الحسن، وولى عليها مولاه، وجعل فيها ذخائره. ثم اتصل بها إلى أن وصل قفصة فجعلوا طاعة ابن غانية، فظاهرهم قراقش عليها فافتتحها عنوة. ثم رحل إلى توزر وقراقش في مظاهرة فافتتحها أيضاً. ولما اتصل بالصحراء نزل بالقربية من أجلب ابن غانية وقراقش في بلاد الجريد. يعض من مراكس ستة ثمان وأعين وخمسايسة قسم هذا الدواء و استفاد ما غلبوا عليه. ووصل إلى تونس ففرح بها وشرح في مقدمتة السيد أبا سعيد يعقوب بن عبد الحق. ووصل إليه تونس فخرج ومعه عمر بن أبي زيد من أعيان الموحدين، فلقيم ابن غانية في مجموعه منعه. فانهزم الموحدون، وقتل ابن أبي زيد وجماعة منهم،